# Giovanni Battista Dellepiane
Giovanni Battista Dellepiane (ur. 21 lutego 1889 w Genui, zm. 13 sierpnia 1961 w Wiedniu) – włoski duchowny rzymskokatolicki, arcybiskup, dyplomata papieski.

## Biografia
25 lipca 1914 otrzymał święcenia prezbiteriatu i został kapłanem archidiecezji Genui. Wkrótce po święceniach został kapelanem wojsk włoskich. Po zakończeniu I wojny światowej powrócił do rodzinnej archidiecezji, gdzie pracował duszpastersko. W 1920 wstąpił do służby dyplomatycznej Stolicy Apostolskiej, gdzie służył jako radca w różnych nuncjaturach. 
27 lutego 1929 papież Pius XI mianował go administratorem apostolskim archidiecezji izmirskiej w Turcji oraz 18 lipca 1929 arcybiskupem tytularnym stauropolitańskim. Funkcję administratora apostolskiego pełnił do czasu mianowania nowego arcybiskupa izmirskiego 26 listopada 1929.
30 listopada 1929 przyjął sakrę biskupią z rąk prefekta Świętej Kongregacji Rozkrzewiania Wiary kard. Willema Marinusa van Rossuma. Współkonsekratorami byli emerytowany arcybiskup izmirski Giovanni Battista Federico Vallega oraz biskup Albengi Angelo Cambiaso.
18 stycznia 1930 został mianowany delegatem apostolskim w Kongu Belgijskim (od 1946 delegat apostolski w Kongu Belgijskim i Ruandzie-Urundi).
12 stycznia 1949 wyznaczony internuncjuszem apostolskim w Austrii (tytuł internuncjusza, odpowiadający świeckiemu tytułowi posła, wynikał z niemożności utrzymywania przez Austrię pełnych stosunków dyplomatycznych z powodu okupacji alianckiej). 21 grudnia 1951 został nuncjuszem apostolskim w Austrii i na tym stanowisku pozostał do śmierci. Doprowadził do uznania przez rząd austriacki przedwojennego konkordatu. Był w dobrych stosunkach z politykami ówcześnie rządzącej Austriackiej Partii Ludowej - w tym z kanclerzami Leopoldem Figlem i Juliusem Raabem.
Zmarł w Wiedniu w sierpniu 1961 po chorobie nowotworowej. Krótko przed jego śmiercią nuncjatura otrzymała z Rzymu informację o zamiarze papieża Jana XXIII mianowania Dellepiane kardynałem, czego jednak arcybiskup już nie dożył.  